# Рогозьно (гмина)
Рогозьно (пол. Rogoźno) — гмина (волость) в Польше, входит как административная единица в Оборницкий повет, Великопольское воеводство. Население — 17 887 человек (на 2004 год).

## Населённые пункты
Будзишевко, Велна, Войцехово, Гарбатка, Госцеево, Грудна, Дзевча-Струга, Жолендзин, Казиополе, Каролево, Лясково, Марлево, Мендзылесе, Ненавищ, Новы-Млын, Овечки, Овчегловы, Ольшина, Парково, Прусце, Серники, Сломово, Старе, Студзенец, Тарново, Щитно, Цесле, Юзефиново, Ярач.

## Соседние гмины
1. Гмина Будзынь
2. Гмина Мурована-Гослина
3. Гмина Оборники
4. Гмина Рычивул
5. Гмина Скоки
6. Гмина Вонгровец